# Grand Prix de Macao 2022
GP précédent GP suivant
Le Grand Prix de Macao 2022 est une course automobile pour voitures de Formule 4 (F4) qui s'est déroulée dans les rues de Macao le 20 novembre 2022. Tout comme en 2020 et 2021, la course était une épreuve de F4 (plutôt que de Formule 3 ) . L'événement comprenait deux courses ; une course de qualification de huit tours déterminant la grille de départ de l'événement principal de douze tours. La course 2022 était la 69e édition du Grand Prix de Macao.

## Liste des inscrits
Tous les pilotes  utilisent des voitures de Formule 4 à châssis Mygale M14-F4.
| Équipe                    | No. | Conducteur       |
| ------------------------- | --- | ---------------- |
| Champ Motorsport          | 2   | Patrick Tsang    |
| Champ Motorsport          | 8   | Andy Chang       |
| Smart Life Racing Team    | 3   | Gerrard Xie      |
| Smart Life Racing Team    | 9   | Lü Jingxi        |
| CD Racing                 | 4   | Lin Lifeng       |
| CD Racing                 | 56  | Jing Zefeng      |
| Pointer Racing            | 5   | Henry Lee Junior |
| Pointer Racing            | 99  | Wu Zedong        |
| Blackjack 21 Racing Team  | 55  | Lou Duan         |
| Grid Motorsport           | 10  | Steven Bei       |
| Grid Motorsport           | 17  | Neric Wei        |
| Theodore Blackjack Racing | 11  | Charles Leong    |
| Theodore Blackjack Racing | 27  | Li Sicheng       |
| iDEAK Racing              | 14  | Brian Lee        |
| Racing YONG               | 22  | Lam Kam San      |
| Racing YONG               | 32  | Cheong Chi Hou   |
| Henmax Motorsport         | 77  | Jacky Wong       |
| Z-Challenger Racing       | 82  | Royce Yu         |
| Source :                  |     |                  |

## Résultats

### Qualification
| Pos                                   | No. | Pilote           | Equipe                    | Q1 Time  | Q2 Time  | Position de depart |
| ------------------------------------- | --- | ---------------- | ------------------------- | -------- | -------- | ------------------ |
| 1                                     | 8   | Andy Chang       | Champ Motorsport          | 2:27.627 | 2:30.796 | 1                  |
| 2                                     | 3   | Gerrard Xie      | Smart Life Racing Team    | 2:29.196 | 2:32.585 | 2                  |
| 3                                     | 11  | Charles Leong    | Theodore Blackjack Racing | 2:29.543 | 2:33.526 | 3                  |
| 4                                     | 27  | Li Sicheng       | Theodore Blackjack Racing | 2:30.479 | 2:32.520 | 4                  |
| 5                                     | 82  | Royce Yu         | Z-Challenger Racing       | 2:31.668 | 2:33.959 | 5                  |
| 6                                     | 56  | Jing Zefeng      | CD Racing                 | 2:32.392 | 2:35.347 | 6                  |
| 7                                     | 9   | Lü Jingxi        | Smart Life Racing Team    | 2:33.846 | 2:40.877 | 7                  |
| 8                                     | 32  | Cheong Chi Hou   | Racing YONG               | 2:36.175 | 2:42.811 | 8                  |
| 9                                     | 14  | Brian Lee        | iDEAK Racing              | 2:36.487 | 2:41.366 | 9                  |
| 10                                    | 5   | Henry Lee Junior | Pointer Racing            | 2:37.656 | 2:51.995 | 10                 |
| 11                                    | 77  | Jacky Wong       | Henmax Motorsport         | 2:37.695 | 2:43.492 | 11                 |
| 12                                    | 4   | Lin Lifeng       | CD Racing                 | 2:38.399 | 2:41.539 | 12                 |
| 13                                    | 2   | Patrick Tsang    | Champ Motorsport          | 2:38.869 | 2:43.438 | 13                 |
| 14                                    | 22  | Lam Kam San      | Racing YONG               | 2:38.893 | 2:45.539 | 14                 |
| 15                                    | 17  | Neric Wei        | Grid Motorsport           | 2:40.389 | 2:40.580 | 15                 |
| Not classified (110% time = 2:42.389) |     |                  |                           |          |          |                    |
| 16                                    | 55  | Lou Duan         | Blackjack 21 Racing Team  | —        | 3:01.003 | 16                 |
| WD                                    | 10  | Steven Bei       | Grid Motorsport           | —        | —        | WD                 |
| WD                                    | 99  | Wu Zedong        | Pointer Racing            | —        | —        | WD                 |
| Source:                               |     |                  |                           |          |          |                    |

### Course de qualification
| Pos     | No. | Pilote           | Equipe                    | Tours | Temps/Abandon          | Position de Depart |
| ------- | --- | ---------------- | ------------------------- | ----- | ---------------------- | ------------------ |
| 1       | 3   | Gerrard Xie      | Smart Life Racing Team    | 8     | 24min 8.358sec         | 2                  |
| 2       | 11  | Charles Leong    | Theodore Blackjack Racing | 8     | + 2.024s               | 3                  |
| 3       | 8   | Andy Chang       | Champ Motorsport          | 8     | + 2.885                | 1                  |
| 4       | 27  | Li Sicheng       | Theodore Blackjack Racing | 8     | + 6.060                | 4                  |
| 5       | 82  | Royce Yu         | Z-Challenger Racing       | 8     | + 6.681                | 5                  |
| 6       | 56  | Jing Zefeng      | CD Racing                 | 8     | + 7.202                | 6                  |
| 7       | 9   | Lü Jingxi        | Smart Life Racing Team    | 8     | + 18.251               | 7                  |
| 8       | 4   | Lin Lifeng       | CD Racing                 | 8     | + 38.575               | 12                 |
| 9       | 14  | Brian Lee        | iDEAK Racing              | 8     | + 42.752               | 9                  |
| 10      | 17  | Neric Wei        | Grid Motorsport           | 8     | + 42.833               | 15                 |
| 11      | 22  | Lam Kam San      | Racing YONG               | 8     | + 43.775               | 14                 |
| 12      | 55  | Lou Duan         | Blackjack 21 Racing Team  | 8     | + 1:19.431             | 16                 |
| 13      | 5   | Henry Lee Junior | Pointer Racing            | 8     | + 1:51.246             | 10                 |
| Ret     | 77  | Jacky Wong       | Henmax Motorsport         | 0     | Retiré                 | 11                 |
| DNS     | 32  | Cheong Chi Hou   | Racing YONG               | 0     | N'a pas pris le depart | 8                  |
| DNS     | 2   | Patrick Tsang    | Champ Motorsport          | 0     | N'a pas pris le depart | 13                 |
| WD      | 10  | Steven Bei       | Grid Motorsport           | 0     | N'a pas pris le depart | —                  |
| WD      | 99  | Wu Zedong        | Pointer Racing            | 0     | N'a pas pris le depart | —                  |
| Source: |     |                  |                           |       |                        |                    |

### Course principale
| Pos     | No. | Driver           | Team                      | Laps | Time/Retired           | Grid |
| ------- | --- | ---------------- | ------------------------- | ---- | ---------------------- | ---- |
| 1       | 8   | Andy Chang       | Champ Motorsport          | 12   | 35min 41.871sec        | 3    |
| 2       | 3   | Gerrard Xie      | Smart Life Racing Team    | 12   | + 5.958                | 1    |
| 3       | 11  | Charles Leong    | Theodore Blackjack Racing | 12   | +14.086                | 2    |
| 4       | 27  | Li Sicheng       | Theodore Blackjack Racing | 12   | + 18.406               | 4    |
| 5       | 56  | Jing Zefeng      | CD Racing                 | 12   | + 21.660               | 6    |
| 6       | 82  | Royce Yu         | Z-Challenger Racing       | 12   | + 25.205               | 5    |
| 7       | 9   | Lü Jingxi        | Smart Life Racing Team    | 12   | + 28.917               | 7    |
| 8       | 17  | Neric Wei        | Grid Motorsport           | 12   | + 1:08.079             | 10   |
| 9       | 22  | Lam Kam San      | Racing YONG               | 12   | + 1:24.058             | 11   |
| 10      | 55  | Lou Duan         | Blackjack 21 Racing Team  | 12   | + 1:29.473             | 12   |
| 11      | 14  | Brian Lee        | iDEAK Racing              | 12   | + 1:32.443             | 9    |
| Ret     | 5   | Henry Lee Junior | Pointer Racing            | 3    | Retiré                 | 13   |
| Ret     | 2   | Patrick Tsang    | Champ Motorsport          | 3    | Retiré                 | 14   |
| Ret     | 4   | Lin Lifeng       | CD Racing                 | 0    | Retiré                 | 8    |
| WD      | 77  | Jacky Wong       | Henmax Motorsport         | 0    | N'a pas pris le depart | —    |
| WD      | 32  | Cheong Chi Hou   | Racing YONG               | 0    | N'a pas pris le depart | —    |
| WD      | 10  | Steven Bei       | Grid Motorsport           | 0    | N'a pas pris le depart | —    |
| WD      | 99  | Wu Zedong        | Pointer Racing            | 0    | N'a pas pris le depart | —    |
| Source: |     |                  |                           |      |                        |      |